# Strongylura leiura
Strongylura leiura är en fiskart som först beskrevs av Bleeker, 1850.  Strongylura leiura ingår i släktet Strongylura och familjen näbbgäddefiskar. Inga underarter finns listade i Catalogue of Life.